# Richland (Michigan)
Richland é uma vila localizada no estado americano de Michigan, no Condado de Kalamazoo.

## Demografia
Segundo o censo americano de 2000, a sua população era de 593 habitantes.
Em 2006, foi estimada uma população de 713, um aumento de 120 (20.2%).

## Geografia
De acordo com o United States Census Bureau tem uma área de
3,1 km², dos quais 3,1 km² cobertos por terra e 0,0 km² cobertos por água.

## Localidades na vizinhança
O diagrama seguinte representa as localidades num raio de 12 km ao redor de Richland.